# Linda de Suza
Pour l’article homonyme, voir Sousa.
Ne doit pas être confondue avec l'artiste Lyne de Souza.
Linda de Suza est une chanteuse française d’origine portugaise, née le 22 février 1948 à Beringel (Alentejo) et morte le 28 décembre 2022 à Gisors (Eure).
Chanteuse de variétés populaire en France dans les années 1970 et 1980, elle rencontre le succès avec des chansons comme Le Portugais, O malhão malhão ou encore Tiroli-tirolà vendues à des centaines de milliers d'exemplaires, essentiellement en France,. Elle connaît également le succès grâce à son récit autobiographique, La Valise en carton, sorti en 1984, vendu à plus d'un million d'exemplaires, puis adapté au théâtre et à la télévision.

## Biographie

### Débuts et succès (années 1970 et 1980)
Teolinda Joaquina de Sousa Lança naît à Beringel, dans le District de l'Alentejo, au Portugal, dans une famille pauvre de huit enfants. À vingt ans, elle accouche d'un garçon, João. Elle quitte, l'année suivante, avec son fils, son pays natal pour la France en immigrée clandestine et s'installe à Paris en 1973. Vivant de petits boulots, notamment comme femme de chambre, elle chante dans le bistro Chez Louisette, à Saint-Ouen en reprenant Gigi L’Amoroso de Dalida. Elle s'acharne à présenter des maquettes de chansons avant de trouver enfin un producteur.
Elle connaît un premier succès avec la chanson Le Portugais en 1978, classée no 10 en France, qui s'écoule à plus de 250 000 exemplaires. D'autres succès s'enchaînent alors : O malhão malhão (1982), Uma moça chorava, Tiroli-tirola (son plus gros succès, avec plus de 500 000 ventes), Un enfant peut faire chanter le monde, Toi mon amour caché, Chuvinha, etc.
Le 20 janvier 1983, elle chante à l'Olympia de Paris. Elle ne devait donner à l'origine que deux concerts mais, du fait du succès de ces dates jouées à guichets fermés, elle se produit durant quinze soirées d'affilée sur cette scène mythique ; un double album live sort par la suite. Charles Aznavour et Jean Ferrat lui écrivent alors des chansons.
En 1984, Linda de Suza obtient un succès littéraire inattendu avec son autobiographie, La Valise en carton, qui se vend à sa sortie à plus de 700 000 exemplaires, jusqu'à dépasser le million d'exemplaires,. Elle y raconte son passé difficile et douloureux, comment elle est devenue la chanteuse que le public a connue en 1978. Le livre fait l'objet d'une comédie musicale en 1986 puis est également adapté en 1988 à la télévision, dans une série de six épisodes du même titre diffusée pour la première fois sur Antenne 2, pour laquelle la chanteuse enregistre la chanson du générique, Ça ne s'oublie pas (sortie chez CBS, après sa rupture de contrat avec son ancienne maison de disques, Carrère, en 1987).
Elle publie également quelques romans (notamment Je vide ma valise, qui retrace l'échec de la comédie musicale).
Au début de 1989, Linda de Suza fait partie du collectif de personnalités de la chanson, du cinéma et de la télévision qui interprète la chanson caritative Pour toi Arménie, écrite par Charles Aznavour, à la suite du tremblement de terre du 7 décembre 1988.

### Difficultés et retour sur le devant de la scène
En 1991, elle sort son album Simplement vivre comprenant des collaborations avec Jean-Marie Moreau ou encore Pierre Delanoë qui ne rencontre pas son public, même si elle continue à cette période de proposer des concerts à succès.
Elle quitte la scène au milieu des années 1990 après l'édition de deux nouvelles compilations.
Après des années 2000 plus difficiles, elle revient dans les médias à l'occasion de la parution d'une compilation de ses titres, en 2013 et 2015 dans l'émission Les Années bonheur, puis dans l'émission Village Départ, ainsi qu'à la foire du Trône notamment.
À l'occasion de la sortie de son livre de mémoires Des larmes d'argent, elle est reçue par Thierry Ardisson dans l'émission Salut les Terriens le 24 octobre 2015 et par l'animateur Michel Drucker qui lui consacre son émission Vivement dimanche du 6 décembre 2015, sur France 2.
En février 2014, elle participe à la dernière croisière des idoles de la tournée Âge tendre et tête de bois puis, dès novembre 2016, à la tournée Âge tendre. Du 4 au 11 novembre 2017, elle participe à nouveau à la croisière Âge tendre.
En septembre 2019, Linda de Suza sort l'album Carte postale du Portugal aux côtés de Pedro Alves et Mara Pedro. Cet album fera ensuite l'objet de plusieurs concerts proposés en 2020 (son dernier sera le 11 janvier 2020 à Dijon) où elle est accompagnée notamment par Stéphane Escoms à l'accordéon et par Olivier Beche à la basse,.
En décembre 2024, France Culture propose un récit documentaire intitulé Linda De Suza et nous produit par Matthieu Garrigou-Lagrange et réalisé par Delphine Lemer. Il se compose de deux parties : De femme de chambre à femme du monde et Linda de Suza, la star qu’on adore mépriser.

### Vie privée
Linda de Suza a un fils, João Lança, qui vit à Lisbonne et mène une carrière artistique dans la chanson.
En 1981, elle rencontre Raymond Robinet, un éclairagiste qui devient son compagnon et son manager et gère « toutes les questions financières ». En octobre 2010, elle porte plainte contre Robinet et Claude Bécue, son ancien secrétaire particulier pour usurpation d’identité et détournement de fonds, six comptes bancaires ayant été ouverts à son nom avec l'ancien numéro de son titre de séjour, modifié depuis 1979. Robinet se défend : « Ce n'est pas moi qui l'ai escroquée. Linda faisait confiance à n'importe qui et une petite bande en a profité. Carrère (son producteur) s'est copieusement servi. Deux autres gars avaient accès à son fric, Bécue et Pascal Auriat ». Auriat, son directeur artistique et Bécue sont morts au moment de la plainte. Son ancien imprésario, Jacques Marouani, déclare : « En tant qu’étrangère, Linda De Suza n’avait pas les mêmes droits ».

### Mort
Linda de Suza meurt le 28 décembre 2022 à l'âge de 74 ans, à l’hôpital de Gisors, où elle avait été transférée « pour insuffisance respiratoire et positive au Covid-19 »,.
Selon le magazine portugais Flash!, elle avait été hospitalisée en septembre 2022 dans un état critique, après avoir déjà contracté la maladie à coronavirus en 2020. Elle souffrait de problèmes psychologiques très graves et refusait de s’alimenter.
Le président de la République portugaise, Marcelo Rebelo de Sousa, lui rend hommage en indiquant dans un communiqué : « Linda de Suza reste dans notre mémoire comme un exemple de détermination et de loyauté. Elle était une icône française de l'immigration portugaise et, par conséquent, une icône du Portugal ».
En France, l'Élysée évoque dans un communiqué « une chanteuse au carrefour de deux cultures ».
Le 6 janvier 2023, après une cérémonie religieuse en l'église Saint-Gervais-Saint-Protais de Gisors réunissant près de 2 000 personnes, elle est inhumée au grand cimetière de cette même ville.

## Discographie

### Singles
- 1978 : Un Portugais (no 10 en France[6], plus de 250 000 ventes)[7]
- 1979 : Uma moça chorava (no 9 en France, plus de 200 000 ventes[30])
- 1979 : La fille qui pleurait
- 1979 : Lisboa / Je ne demande pas
- 1979 : Amália (Ne laisse pas mourir le fado) / Les Œillets rouges
- 1980 : Tiroli tirolá / Não te cases (no 3 en France, plus de 500000 ventes[8])
- 1980 : Hola! la vie / Le Moissonneur
- 1980 : Un enfant peut faire chanter le monde / Vive la liberté (no 12 en France, plus de 200000 ventes[31])
- 1981 : Frente a frente / Face à face
- 1981 : Toi, mon amour caché / Dans les yeux de l'homme qui nous aime (14 en France, plus de 150000 ventes)
- 1981 : Chuvinha (Petite pluie) / Chuva… chuvinha (no 10 en France, plus de 200000 ventes)[32]
- 1982 : Si tu existes encore / Vous les hommes
- 1982 : La Maison de cet été / O malmequer mentiroso
- 1982 : On est fait pour vivre ensemble
- 1982 : L'Étrangère / Maria Dolores
- 1982 : Une fille de tous les pays / Nasci para cantar
- 1983 : Canto Fado (Medley) / Superstitieuse
- 1983 : Comme un homme / Kennedy
- 1983 : Mariniehro / Coimbra (Avril au Portugal)
- 1984 : Comme vous / C’est l'amour
- 1984 : Mariniehro / Tu seras son père
- 1984 : Un jour on se rencontrera / Bailinho da Madeira (no 41 en France)[33]
- 1984 : Gri Gri / Un jour ici, un jour ailleurs
- 1984 : La Chance / Niño Mau
- 1985 : Rendez-le moi / Como um portugues sem fado
- 1986 : Cavaleiro / L’exil
- 1986 : Take Me Back to the Time / If You Don't Love Me, Let Me Go
- 1986 : La Volonté / De moi ici à moi là-bas
- 1986 : L'endroit où la pluie cesse
- 1987 : Maradona / Nos yeux font l'amour
- 1988 : Ça ne s'oublie pas / Canta teu passado
- 1989 : Dis-moi pourquoi (duo avec son fils João Lança) / Qu’est-ce que tu sais faire ?
- 1989 : Pela estrada a fora / Qu’est-ce que tu sais faire ?
- 1989 : Hör die Musik / Grossmama in Jeans Activ
- 1990 : Les Enfants de Balaïa / Os Meninos da Balaia
- 1991 : Rien qu’un sourire / Ne perds pas l'espoir
- 1991 : En chaque enfant se cache une fleur / Meu lirio rouxo
- 1992 : Baté o pé / Vou eu vou

### Albums

#### Albums studio
- 1978 : La Fille qui pleurait / Un Portugais (Carrère 67.320)

1. La Fille qui pleurait
2. Un Portugais
3. Je ne demande pas
4. Señor señor
5. De ta bouche à la porte du ciel
6. Ta photo a pleuré
7. Um Português
8. Uma moça chorava
9. Nunca te pedirei
10. Senhor Senhor
11. Derrière tous les mots que tu me caches
12. Toutes les filles de chez nous

- 1979 : Amália / Lisboa (Carrère 67.429)

1. Amália (Ne laisse pas mourir le fado)
2. Tiroli-tirola
3. La Tristesse ne fait de bien à personne
4. Je voudrais être un oiseau (Lisboa)
5. Noël des émigrés
6. Lisboa
7. Le Mariage
8. Je ne demande rien pour moi
9. Les Œillets rouges
10. Não te cases

- 1980 : Face à face

1. Un enfant peut faire chanter le monde
2. La Symphonie du Portugal
3. Rien n'arrête le bonheur
4. Vive la liberté
5. Holà! la vie
6. Face à face
7. Mes vilains défauts
8. Pour apprivoiser une femme
9. Le Moissonneur
10. Dans ma maison

- 1981 : Vous avez tout changé (Carrère 67.809)

1. Vous avez tout changé
2. Chuvinha (Petite Pluie)
3. Ne pleure pas
4. Jeannot
5. On n'y pense pas
6. Toi, mon amour caché
7. Dans les yeux de l'homme qui nous aime
8. Dis-moi je t'aime avec une rose
9. Quand on a raté son enfance
10. Une fille de tous les pays

- 1981 : Em Português (Carrère 67.835)

1. Chuva...chuvinha
2. No olhar do homen que nos ama
3. Não chores
4. Nasei para cantar
5. Orfeu negro

- 1982 : L’Étrangère (Carrère 67.909)

1. La Maison de cet été
2. Le Roi du Pérou
3. On est fait pour vivre ensemble
4. Maria Dolores
5. Ò malmequer mentiroso
6. Ò malhão malhão
7. L'Étrangère
8. Superstitieuse
9. La Meilleure façon d'aimer
10. Un rossignol de Lisbonne

- 1983 : Comme vous (Carrère 66.029)

1. Comme un homme
2. Kennedy
3. Marinheiro
4. Tu seras mon père
5. Mon cœur au Portugal
6. Coïmbra (Avril au Portugal)
7. L'Homme en blanc
8. C'est l'amour
9. Plan plan plan
10. Comme vous

- 1984 : La chance (Carrère 66.178)

1. Un jour on se rencontrera
2. Niño mau
3. Un jour ici un jour ailleurs
4. Bailinho da Madeira
5. Comme tous les gens qui s'aiment
6. Aventurier
7. Gri-gri
8. Ama tu niño
9. Esperança e tristeza
10. Amadora
11. J'ai deux pays pour un seul cœur
12. La Chance

- 1984 : Profil

1. Um Português (Un Portugais)
2. La fille qui pleurait
3. Orfeu negro
4. Tiroli-tirolá
5. Chuva… Chuvinha
6. Amália (Ne laisse pas mourir le fado)
7. Lisboa
8. Frente a frente
9. Toi, mon amour caché
10. Senhor Senhor
11. Une fille de tous les pays
12. Uma moça chorava
13. Ne pleure pas
14. Ò malmequer mentiroso
15. No olhar do homen que nos ama
16. Holà ! la vie
17. Un enfant peut faire chanter le monde
18. Ò malhão malhão
19. Vous avez tout changé
20. Maria Dolores
21. Não te cases
22. Le Mariage
23. Nasci para cantar
24. Dis-moi je t'aime avec une rose
25. Não chores
26. Rien n'arrête le bonheur
27. Dans ma maison
28. Face à face

- 1985 : Rendez-le moi (Carrère 66.290)

1. Rendez-le-moi
2. Cavaleiro
3. Rien de nous
4. C'est toi que j'attendais
5. L'Exil
6. On n'était pas riche
7. Pars sans un adieu
8. Y'a des différences
9. Como um Português sem fado
10. Le Destin

- 1986 : La valise en carton, la comédie musicale (Carrère 66.346 - LP / 96.346 - CD)

1. Introduction - Tous les artistes
2. Le Chœur du personnel - Tous les artistes
3. Dans ma valise en carton - Linda de Suza
4. Si vous trouvez un homme - Jean-Pierre Cassel
5. Le Remplaçant - Frédéric Norbert
6. L'Endroit où la pluie cesse  - Linda de Suza, Jean-Pierre Cassel, Frédéric Norbert
7. Ò malhão malhão - Linda de Suza
8. Jamais dans le travail - Jean-Pierre Cassel
9. De moi ici à moi là-bas - Linda de Suza
10. Dans ma valise en carton - Tous les artistes
11. Medley de fados - Linda de Suza
12. Les Chœur des usagers - Ensemble
13. Te voilà sur l'affiche - Jean-Pierre Cassel
14. Adieu je m'en vais  - Linda de Suza
15. Pour ça - Linda de Suza, Jean-Pierre Cassel
16. L'Endroit où la pluie cesse - Linda de Suza
17. Um Portugues - Linda de Suza
18. Au bout de mes doigts - Jean-Pierre Cassel
19. L'Étrangère - Linda de Suza
20. La Volonté - Linda de Suza
21. La Volonté (reprise) - Tous les artistes

- 1989 : Qu'est-ce que tu sais faire ? (comptines pour enfants, Adès)

1. Les Enfants De Balaia
2. Qu'est-ce que tu sais faire?
3. C'est la musique
4. Nicolas et Nicolette
5. Bleue comme une orange
6. Dis-moi pourquoi (en duo avec Carlos Lança)
7. Pela estrade a fora
8. Blessé peut-être
9. Que si que no
10. Grand-mère en jeans

- 1991 : Simplement vivre

1. Bate o pé
2. Même si tu pars
3. Meu lirio rouxo
4. Vivre simplement vivre
5. Rien qu'un sourire
6. Avant d'entrer en scène
7. Quando estou triste canto
8. En chaque enfant
9. Papa du dimanche
10. Toutes les chansons
11. Ne perds pas l'espoir
12. Vou eu vou (J'irai)

#### AlbumsLive
- 1983 : À l'Olympia (Carrère 67.971)
- 1. Introduction
- 2. Grandola
- 3. L'Étrangère
- 4. Le Portugais
- 5. Les Œillets rouges
- 6. Lisboa
- 7. Maria dolores
- 8. Frente a frente
- 9. Si tu existes encore
- 10. Avril au portugal
- 11. Medley de Fados : Amália (Ne laisse pas mourir le fado)
A Casa De Mariquinha
Una casa portuguesa
Solidão
Bairro alto
Canto fado
- 12. Toi, mon amour caché
- 13. Tiroli-tirolá
- 14. La Maison de cet été
- 15. Ò Linda rosa
- 16. Ò malhão malhão
- 17. On est fait pour vivre ensemble

#### Compilations
- 1980 : 13+3 (Carrère 63.019)

1. Tiroli-tirolá
2. La Fille qui pleurait
3. Lisboa
4. Não te cases
5. Um Português
6. Les Œillets rouges
7. Ta photo a pleuré
8. Derrière tous les mots que tu me caches
9. Un Portugais
10. Señor Señor
11. Amália (Ne laisse pas mourir le fado)
12. Le Mariage
13. La Tristesse ne fait du bien à personne
14. Toutes les filles de chez nous
15. De ta bouche à la porte du ciel
16. Noël des émigrés

- 1981 : Disque d'or (Un enfant peut faire chanter le monde) (Carrère 67.680)

1. Un enfant peut faire chanter le monde
2. Tiroli-tirolá
3. Frente a frente (Face à face)
4. Lisboa
5. La Fille qui pleurait
6. Rien n'arrête le bonheur
7. Un Portugais
8. Face à face
9. Amália (Ne laisse pas mourir le fado)
10. Holà ! la vie
11. Le Mariage
12. Não te cases

- 1982 : 13+3 (Carrère 63.043)

1. Un enfant peut faire chanter le monde
2. Holà ! la vie
3. Vive la liberté
4. Toi mon amour caché
5. Orfeu negro (Manhã do carnaval)
6. Le Moissonneur
7. Jeannot
8. Je ne demande pas
9. Face à face
10. Dans les yeux de l'homme qui nous aime
11. Chuva-Chuvinha
12. Dis-moi je t'aime avec une rose
13. Je voudrais être un oiseau
14. Lisboa
15. Señor señor
16. Je ne demande rien pour moi

- 1985 : 13+3 (Carrère 63.127)

1. L'étrangère
2. Coimbra (Avril au Portugal)
3. Uma moça chorava (La fille qui pleurait)
4. Nunca te pedirei (Je ne demande pas)
5. Pour apprivoiser une femme
6. Comme vous
7. Une fille de tous les pays
8. Não chores (Ne pleure pas)
9. Comme un homme
10. Marinheiro
11. Nasci para cantar (Une fille de tous les pays)
12. Ne pleure pas
13. On n'y pense pas
14. No olhar do homen que nos ama (Dans les yeux de l'homme qui nous aime)
15. Dans ma maison
16. La Symphonie du Portugal

- 1986 : Super Look Compilation (Carrère 61.002)

1. Un Portugais
2. Orfeu negro (Manhã do carnaval)
3. Ò malhão malhão
4. L'Étrangère
5. Comme un homme
6. Un enfant peut faire chanter le monde
7. Chuva...chuvinha (version portugaise)
8. Amália (Ne laisse pas mourir le fado)
9. Lisboa
10. La Chance
11. Tiroli-tirolá
12. Senhor Senhor (version portugaise)
13. La fille qui pleurait
14. Toi mon amour caché
15. Vive la liberté
16. Frente a frente

- 1992 : Ses plus belles chansons (AB Productions)

1. L'Étrangère
2. Um Português
3. Vous avez tout changé
4. Chuva...chuvinha
5. Comme vous
6. Un enfant peut faire chanter le monde
7. Un jour on se rencontrera
8. Ò malhão malhão
9. Tiroli-tirolá
10. La Chance
11. Lisboa
12. Marinheiro
13. Toi, mon amour caché
14. Frente a frente
15. Comme un homme
16. Uma moca chorava

- 1995 : Best of (Carrère 61.002)

1. Qu'est-ce que tu sais faire ?
2. Vou eu vou (J'irai)
3. Une fille de tous les pays
4. La Maison de cet été
5. Vivre, simplement vivre
6. Avant d'entrer en scène
7. Papa du dimanche
8. Dis-moi pourquoi (duo avec Janot)
9. Amalia
10. Dans ma valise en carton
11. Rien qu'un sourire
12. Não te cases
13. Blessé peut-être
14. C'est la musique
15. Rendez-le moi
16. Les Œillets rouges

- 1998 : Linda de Suza (Best of, inclus neuf chansons inédites)Disque 1

1. Aime-moi comme je suis
2. L’Étrangère
3. Shimilimila
4. Le Portugais
5. Femme, ma sœur âme
6. Si bien l'amour
7. Le Cœur silence
8. Marinheiro
9. Ne vous quittez pas
10. Poupée Bonita
11. Tiroli-tirolá
12. La Dignité

Disque 2
1. Mulher ò mulher
2. Canta shimilimila
3. Um Português
4. Uma moça chorava
5. Ame me como eu sou
6. Chuva chuvinha
7. Marinheiro
8. A menina bonita
9. Tiroli-tirolá
10. Ò malhão malhão
11. Mulher ò mulher (version guitare)
12. La Dignité

- 2015 : Mes 40 chansons d'orDisque 1

1. L’Étrangère
2. La fille qui pleurait
3. Une fille de tous les pays
4. Tiroli-tirola
5. Marinheiro
6. Un enfant peut faire chanter le monde
7. Comme un homme
8. Noël des émigrés
9. On n'était pas riche
10. Le Mariage
11. Toi, mon amour caché
12. Comme vous
13. Vous avez tout changé
14. Ne pleure pas
15. Jeannot
16. La Chance
17. Je ne demande rien pour moi
18. Rien de nous
19. Un jour on se rencontrera
20. La Volonté

Disque 2
1. Um português
2. Lisboa (Live)
3. Não te cases
4. Uma moça chorava
5. Ó malmequer mentiroso
6. Ò malhão malhãochores
7. Bailinho da madeira
8. Coimbra
9. Nunca te perdirei
10. Frente a frente
11. Orfeu negro (Manhã do carnaval)
12. Ò malhão malhão
13. Maria Dolores
14. Chuva...chuvinha
15. Medley de fados
16. Un Portugais
17. J'ai deux pays pour un seul cœur
18. Ama tu niño
19. Un jour ici un jour ailleurs
20. Les Œillets rouges

- 2019 : Carte postale du Portugal (avec Pedro Alves et Mara Pedro)

1. Medley : Un tour au Portugal / Ò malhão / Tiroli-tirolà / A terra da Maria - Linda de Suza
2. Comme vous - Pedro Alves et Linda De Suza
3. Dona Cardeala - Mara Pedro
4. Rio corre ao contrário - Mara Pedro
5. Fado Malhoa - Mara Pedro
6. Longe daqui - Mara Pedro
7. Fado Portugal : Mara Pedro
8. Amar e ser amado (L'Envie d'aimer) - Pedro Alves
9. Loucura - Pedro Alves
10. Avril au Portugal - Pedro Alves
11. La Maison sur le port - Pedro Alves
12. Hino ao amor (L'hymne à l'amour) - Pedro Alves
13. Un Portugais - Linda De Suza

## Filmographie
- 1985 : La Dame du désert, téléfilm de Serge Minkoff
- 1986 : Médecins de nuit de Nicolas Ribowski (saison 5, épisode 7, Hep taxi !) : Amalia Pereira
- 2015 : La Boule noire, téléfilm de Denis Malleval : Luisa Ferreira

### Divers
- Ma valise à malice - 44 conseils pratiques, avec Olivier Galfione, Romain Bonneville et Jean-Edern Hallier, TF1 Vidéo et Polti Vaporetto.

## Publications
- La Valise en carton, Paris, Carrère-Michel Lafon, 1984, 235 p. (ASIN B00H9IDPQW).
- Je vide ma valise, Paris, Presses de la Cité, 1988, 161 p. (ISBN 2-258-02273-8)une réflexion par rapport à sa vie, à La Valise en carton, au Casino de Paris, à son année de silence obligatoire et à son métier.
- Des larmes d'argent, Paris, Carnets Nord, éditions Montparnasse, 2015, 240 p. (ISBN 978-2-35536-179-1)Mémoires.